# 小田真奈美
小田 真奈美（おだ まなみ、1985年2月9日 - ）は、日本の歌手、タレント、モデル。長崎県佐世保市出身。株式会社BBE所属。

## 人物
特技は、作詞、卓球、長崎弁。趣味は旅行、ドライブ。好きな食べ物はあさり。そのあさり好きが興じて2015年には愛知県の渥美半島「貝づくし渥美広報大使」にも選ばれた。
また過去には佐野ケーブルテレビ「ハッピー」のレギュラーレポーターや自らがつとめる貝づくし渥美広報大使の地元、愛知県渥美半島のあつみ夏まつり、2018年にはサンテパルクたはらで開催された5万人以上が集まった第10回全国丼サミットinたはらでもメインMCをつとめるなど得意のトークをいかした仕事もこなしてきている。
またインターネット番組「とりあえずアサリくっとけ！」はクラウドファンディングにて制作費を募り、自ら企画演出までとり行っていた。
自身が特集された雑誌のインタビューでは可愛いキャラクターが好きと公言しておりまた部屋も可愛らしくしているとの事。容姿とは裏腹に観る側に向けて切り込んだ内容の話をしていくため、飾らない、親しみやすい人間性が慕われている。
また本人曰く、涙もろく感動するとすぐに泣いてしまうとも話している。
2015年のゆるキャラグランプリでは愛知県渥美半島の公式キャラクター「かいくん」を総数1727体の中、26000以上の票を集めることで173位にまで押し上げた。またその順位は年を追うごとにあがってきており2017年には26位にまで飛躍させている。
公式の貝づくし渥美広報大使としてニッポン大使図鑑にも掲載された。

## 出演

### イメージ
- 愛知県渥美半島貝づくし渥美広報大使（2015年〜）
- 田原市PRサポーター（2018年〜）

### TV
- グラドルTV（2008年）
- 鯨井康夫写真館（2008年）
- ウエンズデーJ★POPライブリポーター（2008年）
- SKY MUSIC RADIO公開生放送ライブ（2012年）
- う・ら・らCC9ケーブルテレビ（2014年）
- ハッピー佐野ケーブルテレビ（2014年〜2015年）
- ターゲっちゅ♥東海テレビ（2018年）

### CM
- KIRINプラズマ乳酸菌（2016年）
- 全国丼サミットinたはら（2018年）

### スチール
- カゴメリゾット（2008年）
- カルネ（2012年）

### 雑誌
- スコラ（2008年）
- 月刊日本カメラ7月号（2014年）
- 月刊オーディション12月号（2014年）
- テレビガイドエクストラ（2016年）

### WEB
- MENZ-STYLE（2009年）
- KADOKAWA「Walker plus　夏祭りガイド2014　知っ得！夏祭り満喫ガイド6」（2014年）
- ニッポン大使図鑑（2017年～）

### インターネットTV
- ゴールドラッシュ!!（2013年〜2014年）
  - モリモリ国へようこそ（2013年〜2016年）
  - とりあえずアサリくっとけ！（2016年～2017年）

### 舞台
- バンカイ!!/KUROGOKU主演（2009年2月5日）
- ギザギザはぁと〜ビターな天使とスイートな悪魔〜（川嶋あやな）（主演）

### 音楽
- かいくんのうた（愛知県渥美半島公式ゆるキャラかいくんのテーマ曲）